# Janusz Stanisław Kowalski
Janusz Stanisław Kowalski (ur. 14 lipca 1924 w Hrubieszowie, zm. 26 stycznia 2022 w Lęborku) – polski żołnierz i lekarz ginekolog, uczestnik powstania warszawskiego, kawaler Orderu Virtuti Militari, w 2015 roku mianowany do stopnia pułkownika.

## Życiorys
Ojciec Bronisław (1894–1981) był legionistą 4 Pułku Piechoty Legionów w latach 1915–1920, a w czasie II wojny żołnierzem AK, kawalerem Krzyża Niepodległości i Krzyża Walecznych. Młodsi bracia ojca – Stanisław, ułan Legionów, został rozstrzelany przez Niemców w 1940, a Feliks, żołnierz kampanii wrześniowej, zginął w lutym 1941 w Gułagu.
Janusz Kowalski, mieszkając w dzieciństwie na wsi, miał wraz z rodzeństwem nauczycielki domowe. W 1936 r. zdał do gimnazjum w Hrubieszowie, a następnie od 1937 kontynuował naukę w Łucku gdzie był harcerzem I Wołyńskiej Drużyny Harcerzy im. Zawiszy Czarnego. Po wkroczeniu wojsk sowieckich do Łucka przedostał się, przez zieloną granicę, do Generalnego Gubernatorstwa. W 1942 r. ukończył Państwową Szkołę Budownictwa stopnia licealnego w Jarosławiu i rozpoczął studia na Politechnice Lwowskiej. We Lwowie wstąpił do Armii Krajowej. W 1944 r. był już dowódcą sekcji złożonej z dwóch tzw. kadr liczących po 5 żołnierzy. W kwietniu 1944 w czasie sowieckiego nalotu bomba zniszczyła dom, w którym mieszkał z rodziną. Musiał opuścić Lwów.
W lipcu 1944 w czasie walk niemiecko-sowieckich o Lublin był zastępcą dowódcy plutonu osłaniającego Komendę Miasta AK. Po jej rozwiązaniu przez NKWD i rozpuszczeniu żołnierzy wstąpił do Wojska Polskiego w stopniu st. strzelca podchorążego. Już we wrześniu został zwiadowcą 1 Samodzielnej Kompanii Zwiadowczej, podległej bezpośrednio dowódcy 1 Dywizji Piechoty im. Tadeusza Kościuszki. W skład kompanii wchodziły dwa plutony piesze i pluton konny, dowódcą był por. Konstanty Minuczyc, były bosmanmat Flotylli Pińskiej.

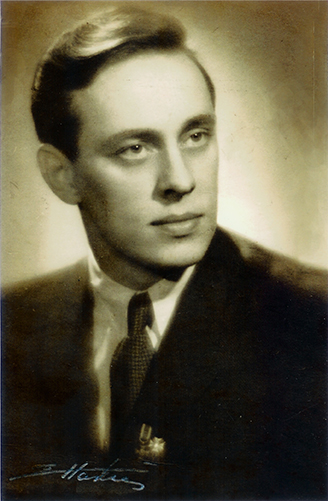
Janusz Kowalski, 1948

14 września 1944 r. podchorąży Janusz Kowalski znalazł się w grupie 15 zwiadowców-ochotników, którzy mieli przepłynąć z Saskiej Kępy na Czerniaków w trzech gumowych pięcioosobowych łodziach i dotrzeć do oddziałów powstańczych. Janusz Kowalski dowodził łodzią, która jako jedyna dopłynęła do brzegu. Dwie pozostałe zostały rozbite w krzyżowym ogniu karabinów maszynowych z brzegu i mostu. Czterech zwiadowców zginęło, a sześciu, w tym trzech rannych, wróciło na Saską Kępę. Niestety łódź wylądowała na odcinku opanowanym przez Niemców. Udało się dwóch z nich wziąć do niewoli. Na podstawie ich informacji zwiadowcy przeszli w górę rzeki i okopywali się zdobycznymi łopatkami na wysokości wylotu ul. Wilanowskiej. Tam dotarł do nich, czołgając się pod silnym ogniem, porucznik Morro z batalionu „Zośka”. Gdy usłyszał, że patrol chce dotrzeć do dowództwa powstania, obiecał pomoc i cały patrol z jeńcami przebiegł szeroki plac nadbrzeżny, a potem przebiegał między domami na Wilanowskiej. W czasie tej drogi porucznik Morro został śmiertelnie trafiony, a podchorąży Kowalski w ulewie pocisków, ciężko ranny w obie nogi. Obaj zostali trafieni w krótkim odstępie czasu, niemal w tym samym miejscu i od tych samych serii pocisków. Gdy porucznik Morro dotarł do zwiadowców na brzegu, on i podchorąży Kowalski odruchowo objęli się i uściskali jak bracia – żołnierze tej samej Ojczyzny. Mimo ran podchorąży wykonywał dalej swe zadanie, dotarł na noszach niesiony przez swoich jeńców w asyście powstańców do dowódcy Czerniakowa pułkownika „Radosława”, który specjalnie oczekiwał przybycia patrolu przed domem przy ul. Okrąg. Po opatrzeniu ran przez dr Broma podchorąży przez kilka godzin zapoznawał „Radosława” z sytuacją na prawym brzegu, apelował o pomoc przy desancie, który wydawał się nieunikniony. W rezultacie wydanych rozkazów oddziały powstańcze oznakowały zajęty brzeg, wyznaczono łączników, którzy mieli doprowadzić lądujące oddziały na wyznaczone pozycje, a oficer łącznikowy, ppłk. Kmita, miał być przewieziony przez zwiadowców do sztabu 1 Armii na łodzi, na miejscu rannego podchorążego. Bez asysty zwiadowców ppłk. Kmita prawdopodobnie nie dotarłby do sztabu 1 Armii, lecz utknąłby w dowództwie batalionu lub pułku. W rezultacie dwa bataliony 9 Pułku Piechoty desantowały w porządku i praktycznie bez strat. Podchorąży Kowalski przypuszczał, że w desancie znajdą się jak zwykle koledzy zwiadowcy, którzy przewiozą go na prawy brzeg. Niestety, 1 Dywizja wykrwawiona w walkach o Pragę została wycofana do odwodu armii, a na przyczółku walczyła 3 Dywizja Piechoty. Pod silnym naporem Niemców przyczółek kurczył się, walczący i ranni cofali się ku Wiśle. 19 września podchorąży dostał nowy postrzał w bok, sanitariuszka skleiła brzegi rany przylepcem. Na brzegu leżały i konały dziesiątki rannych. Niemcy bez przerwy ostrzeliwali rzekę i brzeg. 21 września, gdy nie było żadnych szans na ewakuację, przepłynął Wisłę wpław.
Janusz Kowalski przez cztery miesiące przebywał w szpitalach w Otwocku i Lublinie. Awansowany do stopnia chorążego objął w końcu stycznia dowództwo nowego, złożonego głównie z partyzantów, trzeciego plutonu pieszego w swojej kompanii. Brał udział w walkach o Wał Pomorski (lekko ranny pod Mirosławcem 25 lutego), nad Dziwną, w forsowaniu Odry oraz w szturmie centrum Berlina, aż po Bramę Brandenburską. Jesienią 1945 został urlopowany na studia. Nie wrócił jednak na Politechnikę, wstąpił na medycynę, studiował w latach 1945–1951 w Lublinie i Szczecinie (gdzie otworzył listę studentów indeksem nr 1). Uzyskał stopień lekarza i specjalizację II stopnia w położnictwie i ginekologii, obronił pracę doktorską. Pełnił szereg funkcji: przez 19 lat był dyrektorem szpitali, przez 13 lat ordynatorem.
Powoływany na ćwiczenia rezerwy awansował do stopnia majora. W 2008 roku na wniosek Klubu Kawalerów Orderu Wojennego Virtuti Militari awansowany do stopnia podpułkownika.
Żona Wanda (1924–1984); dzieci: Joanna Kowalska (1950) – adwokat, Marek Kowalski (1953) – lekarz, Elżbieta Sikorska (1958) – inżynier i przedsiębiorca; wnuki: Aleksandra Kowalska (1982) – prawniczka, Tomasz Sikorski (1985) – inżynier i menadżer, Agnieszka Sikorska (1992) – tłumaczka.

## Odznaczenia
- Krzyż Srebrny Orderu Wojennego Virtuti Militari
- Krzyż Kawalerski Orderu Odrodzenia Polski – za pracę w środowisku inwalidów wojennych
- Krzyż Walecznych
- Srebrny Medal Zasłużonym na Polu Chwały – dwukrotnie
- Warszawski Krzyż Powstańczy
- Medal za Warszawę 1939–1945
- Medal za Odrę, Nysę, Bałtyk
- Medal „Za udział w walkach o Berlin”
- Odznaka Grunwaldzka
- Odznaka 1 Warszawskiej Dywizji Piechoty im. Tadeusza Kościuszki
- i inne